# Луис Буено
Луис Буено (на португалски: Luiz Bueno) е бивш испански пилот от Формула 1. Роден на 16 януари 1937 година в Сао Пауло, Бразилия.

## Формула 1
Луис Буено прави своя дебют във Формула 1 в Голямата награда на Бразилия през 1973 година, като това е единственото му участие в световния шампионат, не успява да спечели точки, състезава се за отбора на Съртис.